# ملاحسنلی، ماساللی
ملاحسنلی (به ترکی آذربایجانی: Mollahəsənli) یک منطقه مسکونی در جمهوری آذربایجان است که در شهرستان ماساللی واقع شده‌است. ملاحسنلی ۸۵۲ نفر جمعیت دارد.